# ناصر المسبحي
ناصر جاسم صالح المسبحي، لاعب كرة قدم كويتي سابق.
لعب لنادي السالمية الكويتي ولعب أيضا للمنتخب الكويتي الوطني.
من سكان منطقة السالمية.
ويعمل حاليا كناظر مدرسة في الكويت.
و قد كان يلعب مع نادي السالمية، وقد سجل هدف في نهائي كأس الأمير 1977/1978.